# 勝尾城
勝尾城（かつのおじょう）は、佐賀県鳥栖市河内町にあった日本の城（山城）。本城の勝尾城、鬼ヶ城、高取城、葛籠城、鏡城、若山砦等の支城群と当主の居館跡、家臣団屋敷跡、寺社跡、町屋跡で構成されたエリアは「勝尾城筑紫氏遺跡」として国の史跡に指定されている。

## 概要
鳥栖市の標高501.3mの城山山頂に位置する。安良川とその支流の四阿屋川の谷に挟まれた要害だった。支城に鏡城、葛籠城、鷹取城がある。
応永30年（1423年）に渋川義俊が勝尾城を築いたと『肥前国史』にあるが、『歴代鎮西要略』では延徳3年（1491年）に渋川義基が築いたとされる。当城は九州の南北・東西の交通の十字路にあたるため、長く渋川氏と少弐氏との争いの舞台となった。やがて少弐氏は大内氏の傘下に入って助力を得て、永正18年（1521年）には少弐氏一族の筑紫満門が当城の城主となっている。
天正14年（1586年）、南九州を席巻した島津氏が筑前国への侵攻を開始した。その前々年に筑紫氏は島津氏と連携していたにもかかわらず、島津氏侵攻の直前になって大友氏へと降ったため、筑前国の要衝である勝尾城は島津軍の格好の標的となった。勝尾城は島津忠長の攻撃を受けて同年7月6日に麓の総構えが破られ、7月11日に落城する。城主の筑紫広門は降伏して、筑後の大善寺に一時幽閉されるが、同年8月に挙兵して勝尾城を奪還した。
戦後、豊臣秀吉によって筑後国上妻郡に18,000石の所領を与えられたため、勝尾城は廃城となった。
平成元年（1988年）度の鳥栖市教育委員会の圃場整備事業に伴う発掘調査によって、戦国時代の町屋跡が発見され、平成7年度（1995年）から16年度にかけて遺跡確認調査を実施。その結果、勝尾城や周辺の支城や、城主の館跡、寺社跡、空堀、石垣等がほぼ当時のままの状態で残存していることが判明した。それらの調査結果を踏まえ、平成18年（2006年）に国の史跡に指定された。

## 構造
勝尾城は、標高501.3mの城山山頂に位置し、遺構の規模は東西約400m、南北約600mの領域に及ぶ。山頂部を主郭とし、それを中心に城域全体に石垣が構築されており、特に東側の伝・二の丸跡には連続する小規模な石材を積み上げた登り石垣と、内枡形の虎口が築かれている。
また、安良川とその支流の四阿屋川と周辺の山を利用して、谷戸部に家臣団屋敷や寺社、町屋等の城下町を造り、それぞれを区分するように長大な空堀と土塁で仕切り、総構えの備えとした。また、周囲の山には城や砦を築いてその稜線を防衛ラインとしている。これらの構造は、一乗谷朝倉氏遺跡と同様なもので、国の史跡指定にあたってもその重要性を考慮された。そして遺跡として指定された面積も、一乗谷朝倉氏遺跡に匹敵する大きさとなっている。
発掘調査によって輸入陶磁器、国内産陶器、瓦器、土師器、瓦、中国銭等の遺物が多量に出土している。
近隣には筑紫晴門や川上左京の墓所が存在している。